# Lusca

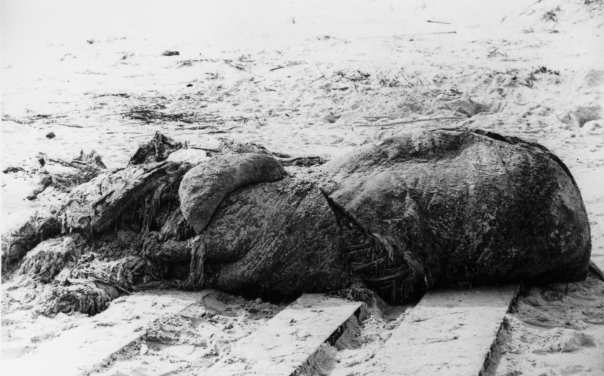
Carcassa del mostro di Saint Augustine, presunto esemplare della lusca

La lusca è il nome dato ad una creatura marina segnalata nei Caraibi.
Nel campo criptozoologico la Lusca è descritto come un polpo affetto da gigantismo, le dimensioni renderebbero questa specie di polpo molto più grande del genere Enteroctopus.
Molte segnalazioni e avvistamenti si hanno nelle doline marine e nell'isola di Andros, una creatura simile alla lusca è il mostro di Saint Augustine pescato nel 1896 nel litorale della Florida, molti criptozoologi hanno definito questo mostro imparentato alla Lusca.
Questa teoria del mostro di Saint Augustine, tuttavia, è stata messa in dubbio dalla comunità criptozoologica; uno studio recente suggerisce che il mostro di Saint Augustine, come molti mostri marini, era semplicemente una grande massa di decomposizione del tessuto adiposo di un capodoglio.

## Dimensioni, habitat e caratteristiche
La lusca si svilupperebbe in lunghezza tra i 20 e 60 metri, ma le dimensioni sono state messe in dubbio poiché troppo anormali.
Inoltre per venire in superficie, il polpo dovrebbe avere un tentacolo sul fondale marino per mantenere un equilibrio costante, questo starebbe a significare che tali creature, se reali, dovrebbero vivere in ambienti poco profondi.
Altre descrizioni inoltre affermano che questo mostro può cambiare il colore, una caratteristica che hanno in comune i più piccoli polpi.
Il presunto habitat consisterebbe in grandi caverne subacquee e il bordo della piattaforma continentale, in cui vivono innumerevoli crostacei.

## Similitudini con altri mostri marini
La lusca è generalmente identificato come un polpo dalle dimensioni abnormi, ma non tutti sono d'accordo con questa interpretazione.
Nativi del posto credono che questo mostro sia una creatura diabolica, o una specie di drago, altri lo credono un ibrido tra varie specie marine.
Nonostante molte teorie, la lusca sembra identificarsi con il kraken o con alcune specie di cefalopodi giganti, anche se lo stesso kraken è stato anche descritto come un granchio gigantesco con tentacoli.